# Zygoballus rufipes
Zygoballus rufipes là một loài nhện trong họ Salticidae.
Loài này thuộc chi Zygoballus. Zygoballus rufipes được Elizabeth Maria Gifford Peckham & George William Peckham miêu tả năm 1885. Con cái trưởng thành dài 4.3 tới 6 mm, con đực 3 tới 4 mm.
Zygoballus rufipes sống ở Canada, Hoa Kỳ, Mexico, Guatemala, và Costa Rica.

## Hình ảnh

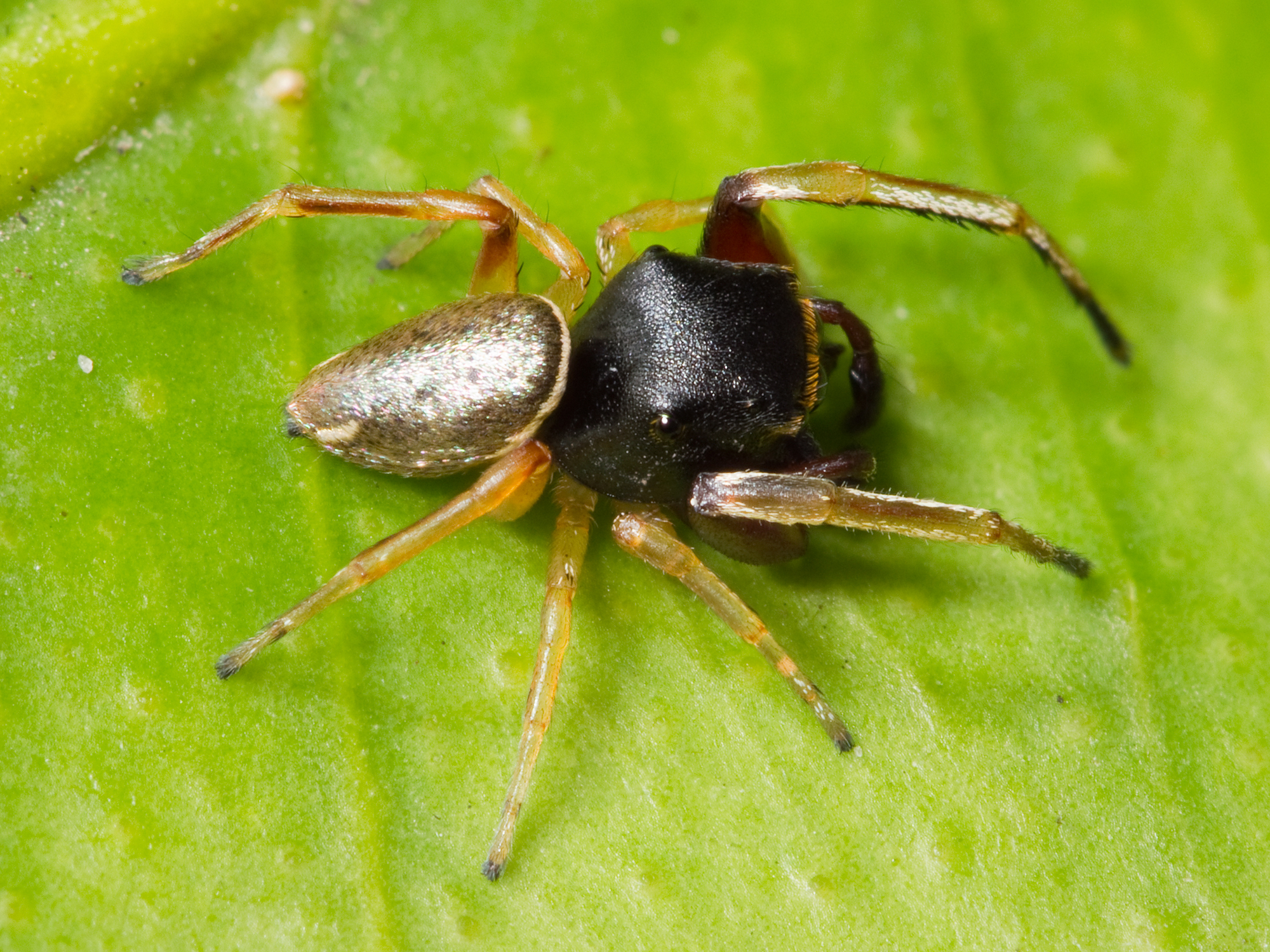
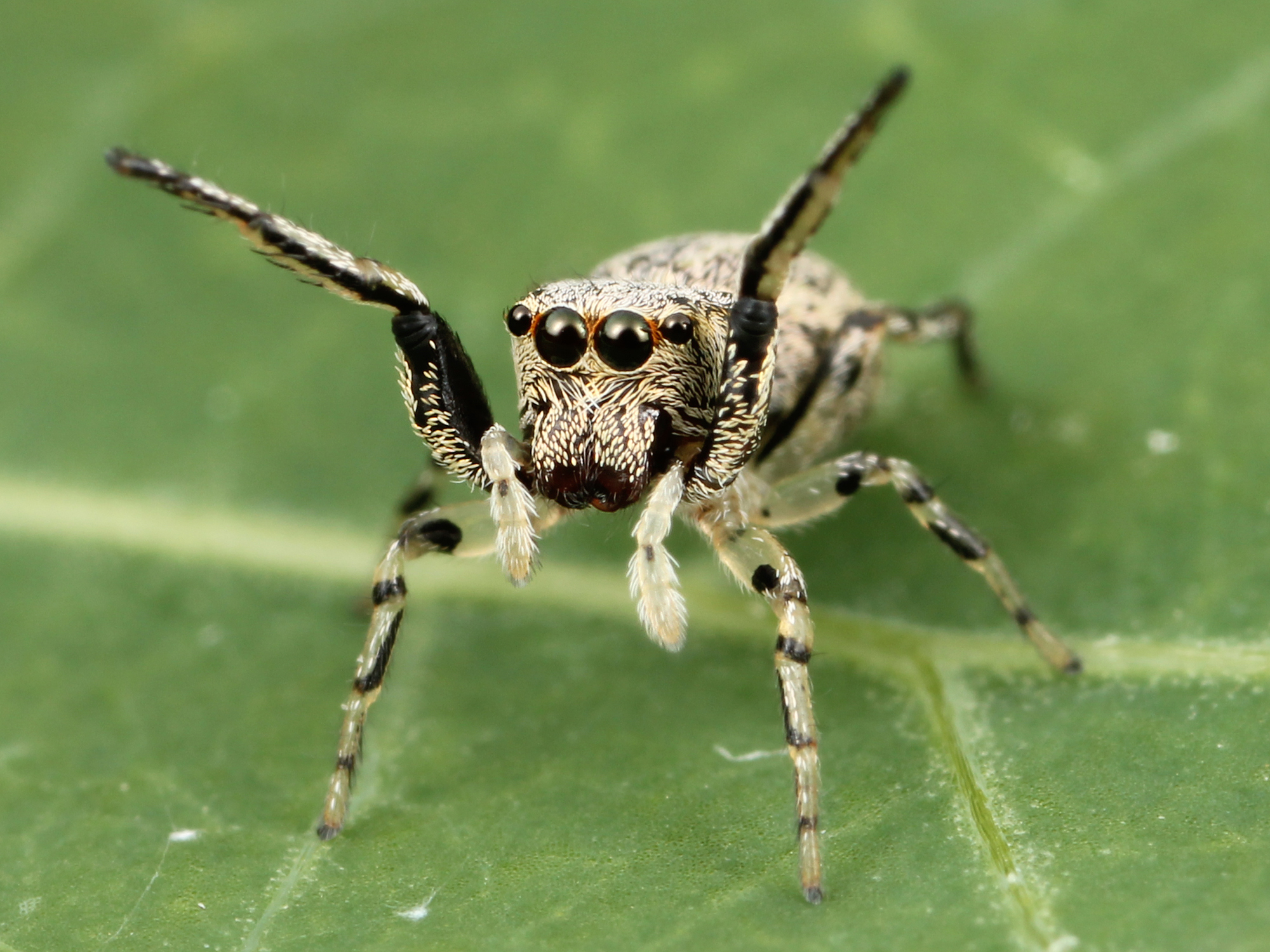
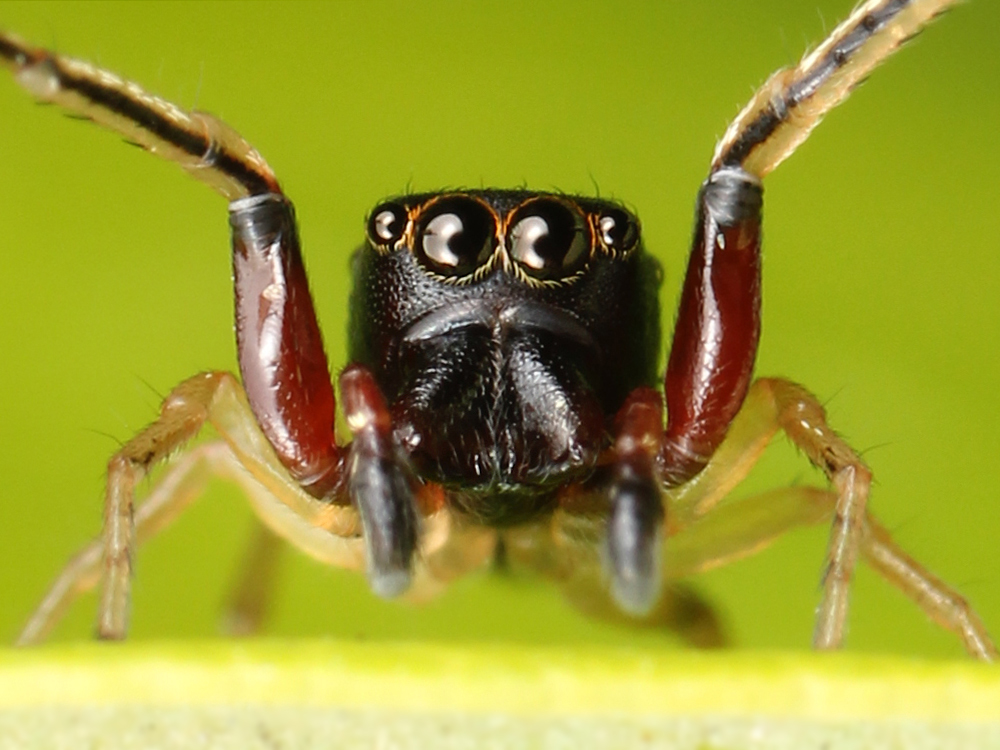
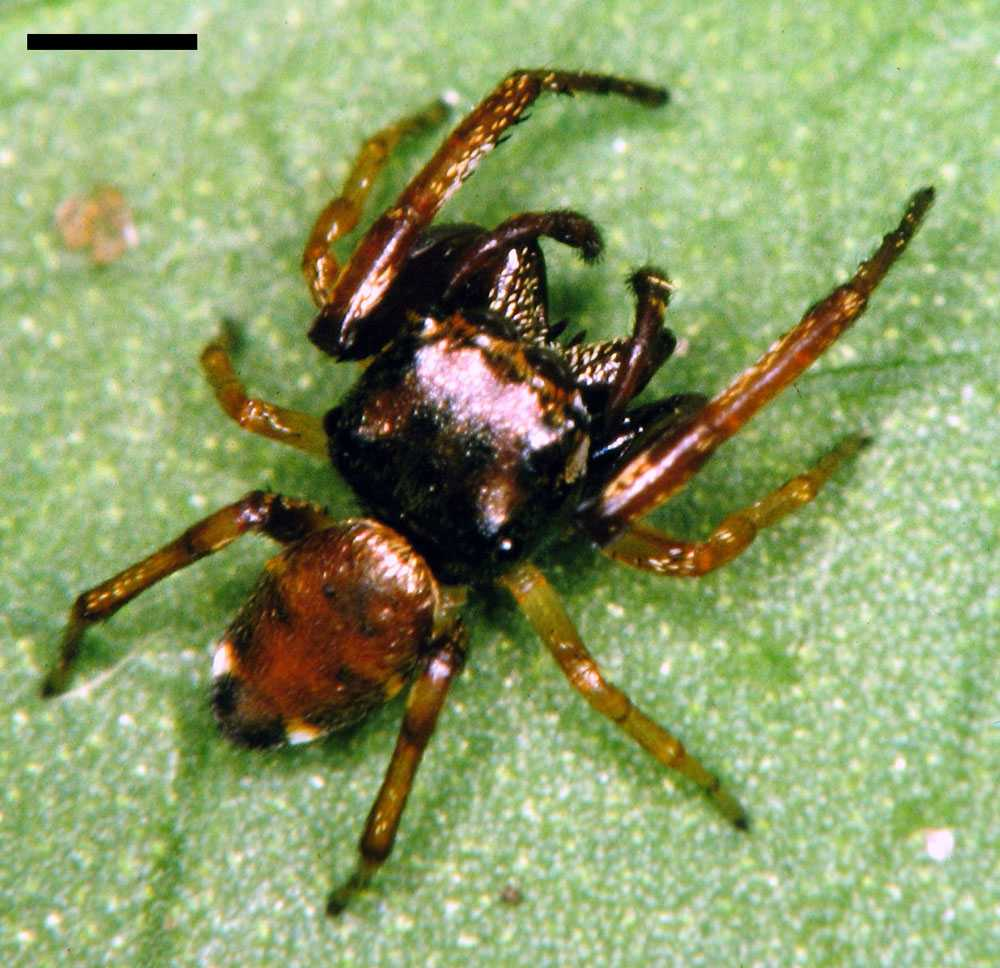